# Mormoopidae
Los mormoópidos (Mormoopidae) son una familia de murciélagos del suborden Microchiroptera propios de Centroamérica y Sudamérica, que se distribuyen desde el sur de México al sudeste de Brasil.  

## Descripción
De color amarronado, con un pelaje corto y denso, poseen una cola corta que apenas se proyecta fuera del uropatagio.
  

Su fórmula dentaria es 
| Dentición |
| --------- |
| 2.1.2.3   |
| 2.1.3.3   |

## Hábitos
Son insectívoros, viven en grandes colonias dentro de cuevas, conviven con otras especies de su género, y tienen una cría por cada parto.

## Taxonomía
```
La familia consta de dos géneros con 13 especies.
```

Los murciélagos de este taxón viven en cuevas y túneles en colonias de cientos o miles de ejemplares, produciendo suficiente guano como para hacer viable su explotación industrial. Habitantes de zonas tropicales, no hibernan. Son insectívoros.